# Departamentul Antioquia
Antioquia este unul dintre cele 32 de departamente ale Columbiei, situat în partea de nord-vest a țării, cu reședința la Medellín. Este bogat în aur și argint ca și în petrol și cărbuni. Departamentul avea la recensământul din anul 2005 o populație de 5.671.689 de locuitori și o suprafață de 63.612 km².